# Илия Гюрчев
Илия Гюрчев е български просветен деец и общественик от Македония.

## Биография
Гюрчев е роден в 1869 година в град Охрид, тогава в Османската империя. Завършва в 1893 година педагогическите курсове на Солунската българска мъжка гимназия. Заминава за Свободна България, където работи като учител. В 1901 година завършва философия и педагогия в Софийския университет Преподава в Плевенското V класно девическо училище. През 1910 година е учител в Цариброд. Развива широка дейност в подкрепа на борбата на българите в Македония. В 1929 година Гюрчев подписва „Апел за спиране самоизтреблението и братоубийствата между македонските дейци“.
Погребан е в Централните софийски гробища.